# Carcinoma pulmonar no microcítico
El carcinoma pulmonar no microcítico (CPNM), también denominado cáncer pulmonar de células no pequeñas, (en idioma inglés: Non Small-Cell Lung Cancer (NSCLC)), es un tipo de cáncer de pulmón. 
Junto con el carcinoma pulmonar microcítico, son los dos grandes grupos de clasificación que resultan del estudio de las características de las células de las cuales deriva esta enfermedad.
Los carcinomas no microcíticos son el tipo más común de cánceres de pulmón y a su vez, pueden distinguirse en tres subtipos:
- Carcinoma escamoso o epidermoide: Es la variedad más frecuente y tiende a localizarse en la parte central de los pulmones, presentando un crecimiento relativamente lento.

- Adenocarcinoma: A diferencia del carcino epidermoide, suele localizarse en zonas más periféricas de los pulmones, por lo que frecuentemente afectan a otros tejidos como la pleura y la pared torácica.

- Carcinoma de células grandes: Es el tipo menos frecuente de los carcinomas broncopulmonares, recibiendo este nombre por el tamaño de las células afectadas.